# Traînou
Traînou – miejscowość i gmina we Francji, w Regionie Centralnym, w departamencie Loiret.
Według danych na rok 1990 gminę zamieszkiwało 2618 osób, a gęstość zaludnienia wynosiła 78 osób/km² (wśród 1842 gmin Regionu Centralnego Traînou plasuje się na 138. miejscu pod względem liczby ludności, natomiast pod względem powierzchni na miejscu 274.).